# Cylindrodon
Cylindrodon és un gènere extint de mamífers rosegadors de la família dels cilindrodòntids que visqueren a Nord-amèrica durant l'Eocè superior, fa entre 33,9 i 37 milions d'anys. Se n'han trobat restes fòssils al Canadà i els Estats Units. Tenien el crani protrogomorf, és a dir, el múscul masseter medial era petit i anava des del centre de l'arc zigomàtic fins a la seva inserció al maxil·lar inferior prop de l'extrem de les dents molars. Algunes espècies perderen la tercera dent premolar superior i, per tant, divergeixen de la fórmula dental típica dels cilindrodòntids, {\displaystyle {\tfrac {1.0.2.3}{1.0.1.3}}}. El nom genèric Cylindrodon significa ‘dent de cilindre’, en referència a la forma de les dents.